# Johann I. von Kurland
Johann († Jahreswende 1331/32) war Bischof von Kurland.
Der Priester des Deutschen Ordens wurde 1328 von Papst Johannes XXIII. mit dem Bistum Kurland providiert und verpflichtete sich am 28. Oktober 1328 zur Zahlung der Servitien in Höhe von 100 Florin.
In den Jahren 1329 und 1330 bestellte ihn Papst Johannes XXIII. zum Exekutor zweier Provisionen, die das livländische Bistum Ösel-Wiek betrafen.
Siehe auch: Liste von Bischöfen des Deutschen Ordens
| Vorgänger | Amt                                | Nachfolger |
| --------- | ---------------------------------- | ---------- |
| Paul      | Bischof von Kurland 1328 – 1331/32 | Johann II. |

| Personendaten    | Personendaten                        |
| ---------------- | ------------------------------------ |
| NAME             | Johann I. von Kurland                |
| KURZBESCHREIBUNG | Bischof von Kurland                  |
| GEBURTSDATUM     | 13. Jahrhundert oder 14. Jahrhundert |
| STERBEDATUM      | Dezember 1331 oder Januar 1332       |